# Banco Central do Lesoto
O Banco Central do Lesoto é o banco central do Lesoto, no sul da África. O banco está localizado em Maseru e seu atual governador é o Dr. Retselisitsoe Matlanyane. O banco foi estabelecido em 1978 como Autoridade Monetária do Lesoto.

## Governadores
- Kobeli Molemohi, 1979-1982
- Stefan Schönberg, 1982-1985 [2]
- Erik Lennart Karlsson, 1985-1988
- Anthony Mothae Maruping, 1988-1998
- Stephen Mustapha Swaray, 1998-2001
- Motlatsi Matekane, 2001-2006
- Moeketsi Senaoana, 2007-2011
- Retselisitsoe Matlanyane, janeiro de 2012 -

Fonte: